# 麦克劳克林 (南达科他州)
麦克劳克林（英語：McLaughlin），是美国南达科他州下属的一座城市。根据2010年美国人口普查，该市有人口658人。论人口在本州排行第95。